# Floresta Azul
Floresta Azul é um município brasileiro no interior e sul do estado da Bahia, na microrregião Ilhéus-Itabuna. Está localizado na Região Cacaueira.
O nome Floresta Azul tem origem controversa. Alguns dizem que foi inspirado na observação da mata fechada, enquanto outros atribuem sua origem às baronesas em flor que havia no Rio Salgado, que corta o município.

## Demografia

### População
Segundo o Censo 2022 do Instituto Brasileiro de Geografia e Estatística (IBGE), a população do município de Floresta Azul foi de 11 059 habitantes. Já na estimativa de 2024, a população foi de 11 442 habitantes.

#### População (Censo 2010)
No Censo 2010 do Instituto Brasileiro de Geografia e Estatística, o município de Floresta Azul registrou uma população de 10 660 habitantes.

#### População (urbana e rural)
Segundo o Censo 2010 do Instituto Brasileiro de Geografia e Estatística, a população urbana de Floresta Azul foi de 7 343 habitantes e a rural de 3 317 habitantes.

## Geografia

### Bioma
O bioma de Floresta Azul é a Mata Atlântica.

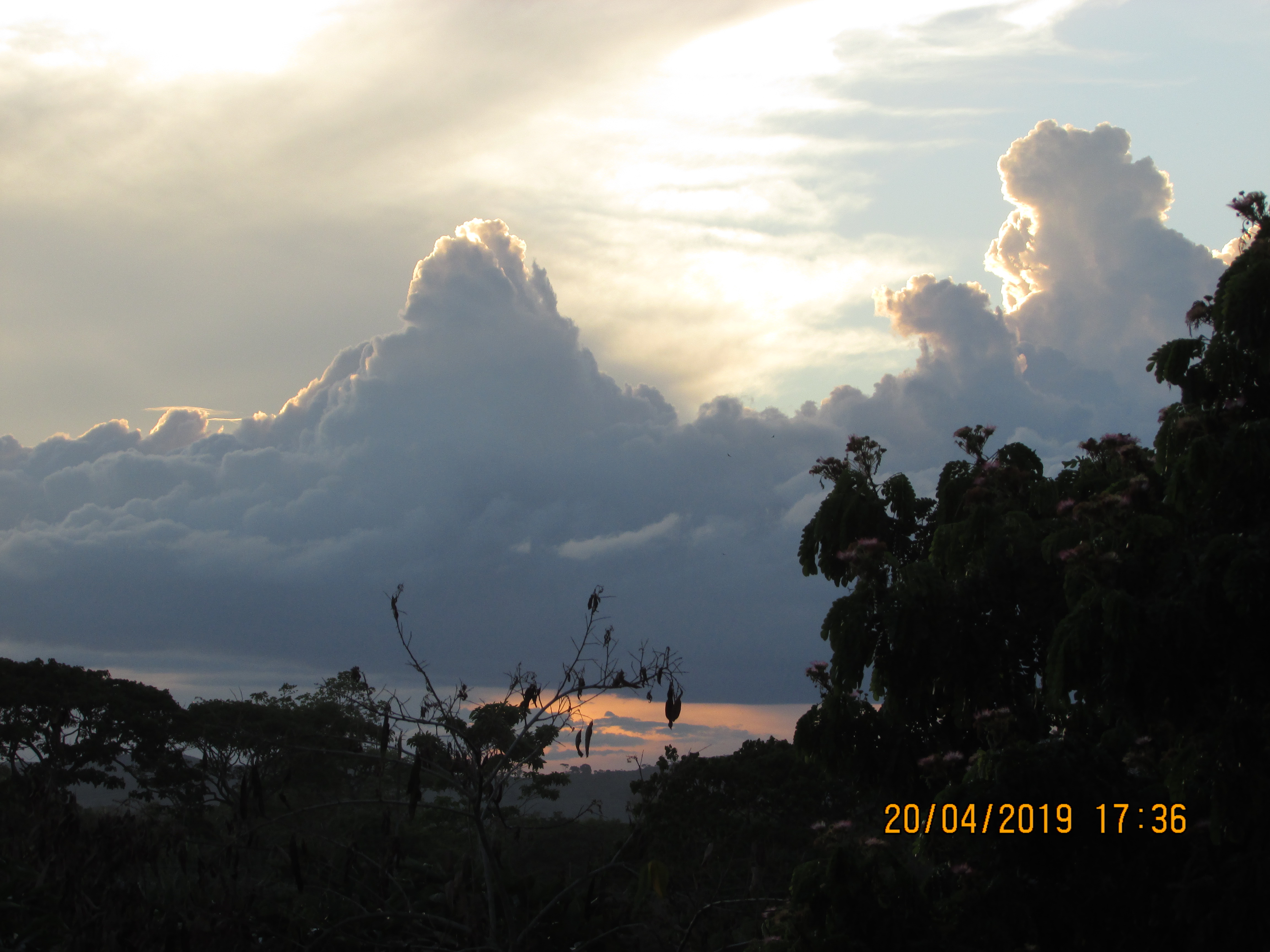
Paisagem natural em Floresta Azul, no final da tarde

## Economia
A economia do município de Floresta Azul sempre esteve baseada na cultura do cacau e na pecuária. Durante décadas, as grandes fazendas foram fundamentais para a renda local, sobretudo no auge da produção de cacau nos anos 1970, quando o município teve um crescimento expressivo. Todavia, a chegada da praga conhecida como vassoura-de-bruxa na década de 1980 afetou drasticamente a lavoura cacaueira, levando ao declínio econômico e ao êxodo rural. Desde então, o município tem buscado reinventar-se economicamente, contando com atividades diversificadas, como agricultura, pecuária e comércio.
Além do cacau, há também em Floresta Azul a produção de banana e seringueira.
Os setores de comércio e serviços têm uma participação significativa na economia do município.

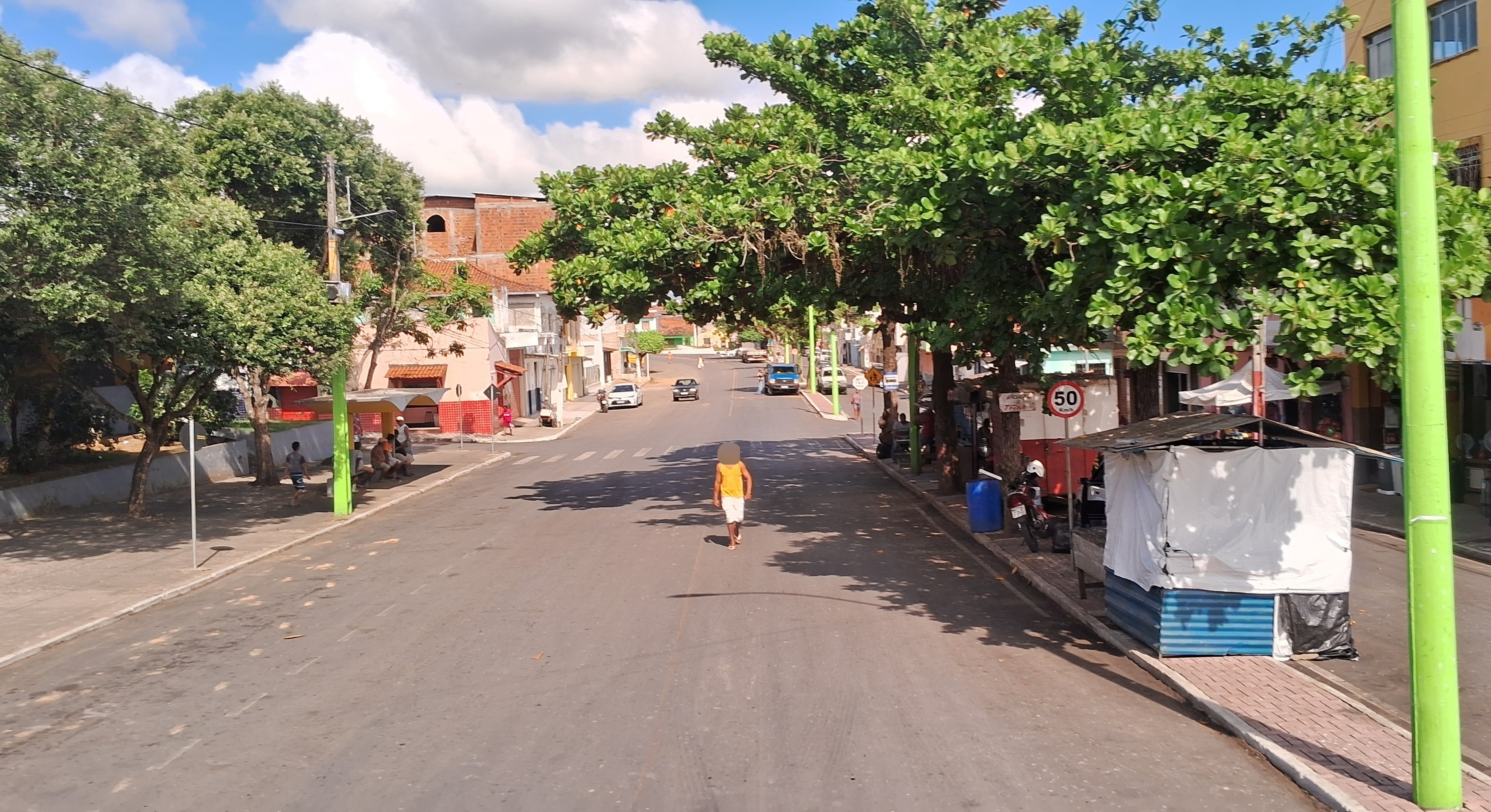
Avenida 23 de Abril, Centro de Floresta Azul
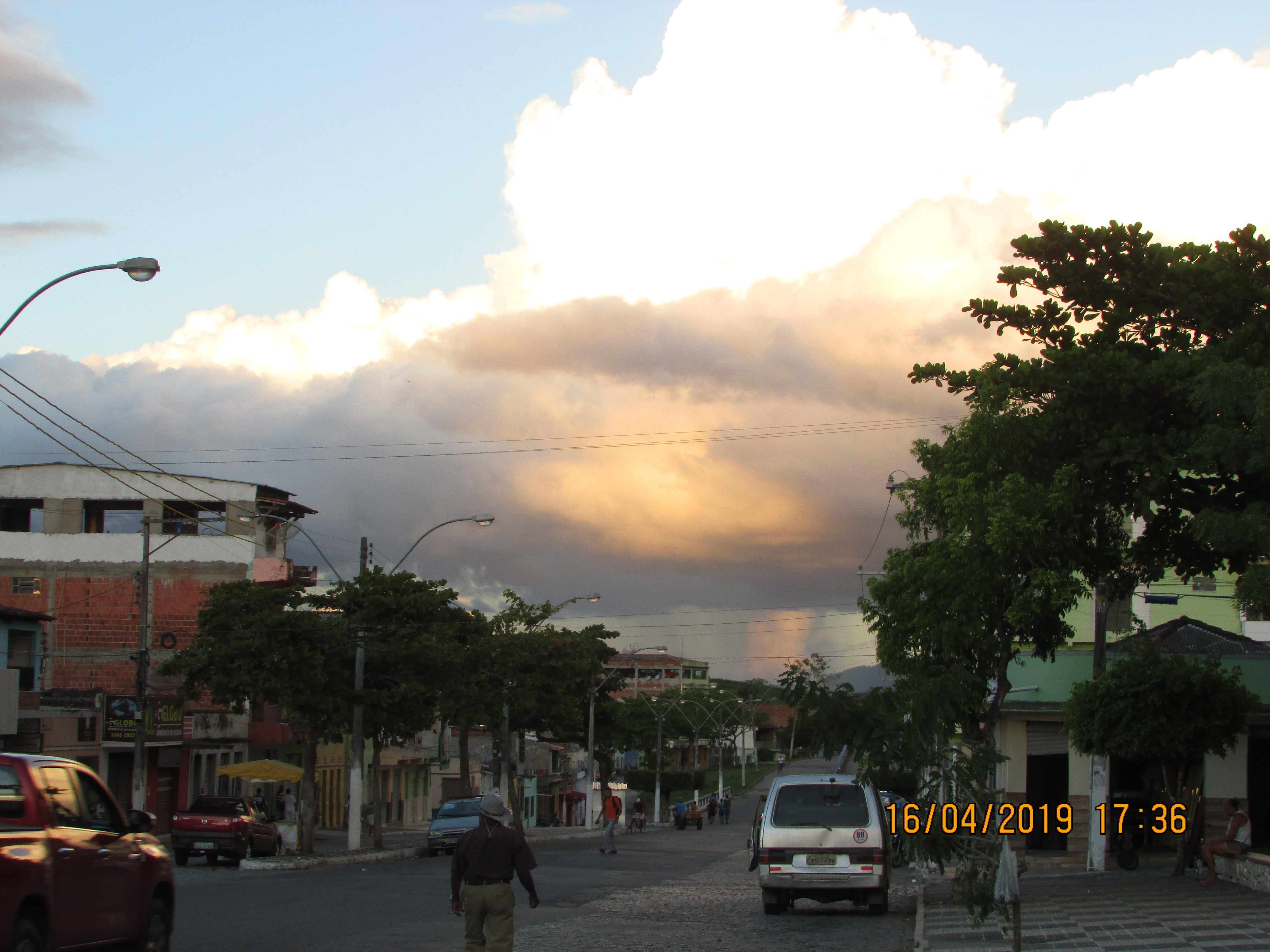
Floresta Azul no final da tarde